# Bodyslam
Bodyslam es una banda de rock tailandés. La banda es conocida por la voz única de la voz líder, Artiwara Kongmalai, y en las actuaciones en vivo. A partir de 2010, Bodyslam ha lanzado cinco álbumes, el último de nombre Kraam.

## Historia
Bodyslam se llamó originalmente La-On (en tailandés: ละ อ่อน) lo que significa que los niños o los jóvenes en el dialecto del norte de la lengua tailandesa. En 1996, la banda entró en una competencia con otras bandas de estudiantes de secundaria llamado "Hot Wave Music Awards" y ganaron el primer premio a casi de un centenar de otras bandas. Firmaron rápidamente un contrato discográfico con Bugs Music, un sello discográfico, y lanzaron un disco homónimo emergente de rockalbum en 1997 con Dai Rue plao (ได้ หรือ เปล่า) se convirtió en la canción más reconocida. Los miembros del grupo han representado personajes de sí mismos en lakorn (serie de televisión tailandesa) Thep Niyai Nai Sano (เทพนิยาย นาย เสนาะ) y posteriormente puesto en promoción la banda sonora de la serie en el mismo año.
La banda regresó en el 2002 con el nuevo nombre Bodyslam, cambiando a música rock más pesada y solo quedaban tres de los seis miembros originales.  El primer álbum homónimo con su nuevo nombre como banda de tres integrantes fue un éxito. El segundo álbum, Drive, fue lanzado en 2003 y tuvo el mismo éxito que su álbum anterior. Ganaron los premios Channel [V] Thailand Music Video Awards por "Grupo favorito" por el vídeo musical Plai Thang (ปลายทาง: End of the road).
Después del segundo álbum, la banda pasó por muchos cambios. Dejaron Music Bugs y luego firmaron un contrato con Genie Records, una subsidiaria de GMM Grammy, la compañía discográfica más grande de Tailandia. El guitarrista de la banda, Ratthapol "Pao" Pannachet, dejó la banda para seguir una carrera en solitario (con un álbum en noviembre de 2005). Bodyslam luego se convirtió en una banda de cuatro integrantes. Chad, el baterista de gira de Bodyslam desde hace mucho tiempo, finalmente fue anunciado como miembro oficial y apareció en videos musicales, carteles y portadas de álbumes. El cuarto miembro fue Thanachai "Yod" Tantrakul, el nuevo guitarrista que reemplazó a Ratthapol.
El 15 de septiembre de 2007, Bodyslam lanzó su cuarto álbum Save My Life y a principios de octubre de ese mismo año siguió un importante concierto en Bangkok.
El éxito del nuevo álbum les había aportado una mayor base de fans. Se convirtieron en una de las bandas más populares de Tailandia. Save My Life ganó los premios de la temporada por "Mejor grupo de rock", "Mejor álbum de rock" y "Mejor canción de rock" por "Yahpid" (ยาพิษ: Poison) en marzo de 2008.
El sencillo "Kraam" (คราม: Indigo) fue lanzado en noviembre de 2009, en el que el quinto álbum de estudio con el mismo nombre (Kraam) fue lanzado en la primavera de 2010 (después de finales de junio de 2010 con las protestas políticas tailandesas de 2010). Realizaron el concierto más grande en Tailandia llamado Bodyslam Live in Kraam, en el Estadio Nacional Rajamangala el 27 de noviembre de 2010 con una audiencia de 65.000 personas. Terminaron su gira el 7 de abril de 2011 con Bodyslam Live in Laos: World Tour en el Nuevo Estadio Nacional de Laos.
Su sexto álbum, "Dharmajāti" (que significa "naturaleza" en sánscrito), fue lanzado el 25 de septiembre de 2014. Dharmajāti ganó el "Mejor Álbum", la canción "Chee-Wit Yung Kong Suay Ngarm" ganó el premio "Mejor Grabación", mientras que el productor del álbum, Poonsak Jaturaboon de Big Ass, ganó el premio al "Productor del Año" en los Premios de la temporada 26.
En mayo de 2015, Bodyslam realizó un concierto "100 Plus presenta el concierto de 13 años de Bodyslam".  Fue un concierto de aniversario que contó con muchas canciones de cada álbum. Este concierto tuvo una audiencia de alrededor de 30.000 personas en Impact Arena Lakeside a cargo de Kala (grupo de productores).  El concierto contó con otros cantantes, "Pu" Anchalee en la canción "Ruk Yoo Kang Ter" (รักอยู่ข้างเธอ : Love Beside You) con Anchalee Jongkadeekij, Moderndog (banda), Labanoon en la canción "Plid Plew" (ปลิดปลิว: Blown Away) con Methee Arun de Labanoon y el miembro de Big Ass, Siriporn Aumpripong en la canción "Kit Hord" (คิดฮอด: Miss you) con Siriporn Ampaipong y F.Hero - "Aui" Buddabas en la canción "Sticker", Mostraron una nueva canción del álbum "Dharmajāti" y canciones famosas de álbumes antiguos, por ejemplo "Taang Kong Chun Fhun Kong Ter" (ทางของฉัน ฝันของเธอ: My path, your dream) del álbum "Bodyslam". "Kwaam Sue-Sat" (ความซื่อสัตย์: Honestly) del álbum "Drive", "Korb Fah" (ขอบฟ้า: Edge of the sky) del álbum "Believe", "Yar Pid" (ยาพิษ Poison) del álbum "Save My Life" y "Kraam" (คราม Indigo) del álbum Kraam. El tiempo de actuación fue de alrededor de 4 horas.
En 2015, Bodyslam recibió el premio Seed Award del año (Rock) de Seed Radio, y mostraron un concierto con la banda Carabao (famosa banda de música en Tailandia).  El 19 de julio de 2015, Bodyslam lanzó un nuevo sencillo "Wala Tao Nun" (เวลาเท่านั้น Time Only), que significa "todo tendrá la respuesta con el tiempo". Los días 9 y 10 de febrero, Bodyslam tuvo un concierto llamado "M-150 Presents BODYSLAMFEST Wi-Cha Tua Bao Live" en el Estadio Rajamangala con una audiencia de 65.000 personas. El concierto contó con otros cantantes, Palmy en la canción "Ni-Ran" (Nirun: Eternal ), Joey Boy en la canción "Mai Kae Tai (ไม่แก่ตาย: Die Young) y "Kwarm Cheua" (ความเชื่อ: Belief) y F.Hero en la canción "Phak Boong Loi Fah"  (ผักบุ้งลอยฟ้า: Flying Morning Glory) y "dharmajāti" (ดัม-มะ-ชา-ติ: Nature). El concierto duró entre 3 y 4 horas.
En marzo de 2024, Bodyslam se unió a un proyecto de colaboración con el rapero tailandés F.Hero y la banda japonesa de metal Babymetal, para lanzar un sencillo digital "Leave It All Behind", que es una fusión de rap, rock y metal.

## Miembros
Miembros actuales
- Artiwara "Toon" Kongmalai ("Toon" Artiwara Kongmalai; Athiwara Khongmalai) - voz principal

- Thanachai "Yod" Tantrakul ("Yod" Thanachai Tantrakul; Thanachai Tantrakun) - guitarrista (del tercer álbum believe)

- Tanadol "Pid" Changsawek ("Pid" Thanadol Changsawek; Thanadon Changsawek) - bajista

- Suchatti "Chad" Janed ("Chad" Suchatti Janed; Suchatti Chan-it) baterista (del tercer álbum believe)

- Ohm "Ohm" Plengkhum ("Thep" Ohm Plengkhum; Om Plengkham) - pianista (a partir del quinto álbum Kraam)

Miembros anteriores
- Ratthapol "Pao" Pannachet ("เภา" รัฐพล พรรณเชษฐ์; Ratthaphon Phannachet) – guitarrista (Primer y segundo álbum)

## Discografía

### La-On
- La-On (ละอ่อน) (1997)
- Thep Niyai Nai Sano soundtrack album (เทพนิยายนายเสนาะ) (marzo de 1998)

### Bodyslam
- Bodyslam (julio de 2002)
- Drive (septiembre de 2003)
- Believe (abril de 2005)
- Save My Life (septiembre de 2007)
- Play Project (2009)
- KRAAM (junio de 2010)
- dharmajāti (septiembre de 2014)

## Colaboraciones
Leave It All Behind (con F.HERO & Babymetal) (2024)

## Famosas canciones
Lista parcial de canciones populares y álbum correspondiente:
- Dai Rue Plao (ได้หรือเปล่า) [Can You Do It?] – La-On
- Akat (อากาศ) [Air] – Bodyslam
- Yam (ย้ำ) [Again] – Bodyslam
- Ngom Ngai (งมงาย) [Gullible] – Bodyslam
- Khwam Suesad (ความซื่อสัตย์) [Honesty] – Drive
- Plai Thang (ปลายทาง) [Destination] – Drive
- Wun Wai (หวั่นไหว) [Anxious] – Drive
- Khob Fa (ขอบฟ้า) [Horizon] – Believe
- Khon Thee Thuk Rak (คนที่ถูกรัก) [The Beloved one] – Believe
- Khwam Chuea (ความเชื่อ) [Belief] – Believe (featuring Ad Carabao)
- Raaw (เรา) [We/Us] – Big Body Concert (Bodyslam and Big Ass)
- YahPit (ยาพิษ) [Poison] – Save My Life
- Oak-Hak (อกหัก) [Broken Heart] – Save My Life
- Ying Roo Ying Mai Kao Jai (ยิ่งรู้ยิ่งไม่เข้าใจ) [The More I Know, The More I Don't Understand] – Save My Life
- Na Li Kaa Tai (นาฬิกาตาย) [Broken Clock] – Save My Life
- Kae Lup Dtaa (แค่หลับตา) [Just Close Your Eyes] – Save My Life (featuring Panadda Roengwutti)
- Sia Dai" (เสียดาย) [Lament] – PLAY Project (a compilation album with other artists)
- Kraam" (คราม) [Indigo] – Kraam
- Kwam Rak" (ความรัก) [Love] – Kraam
- Kid hod" (คิดฮอด) [Miss] – Kraam